# تماشاگه

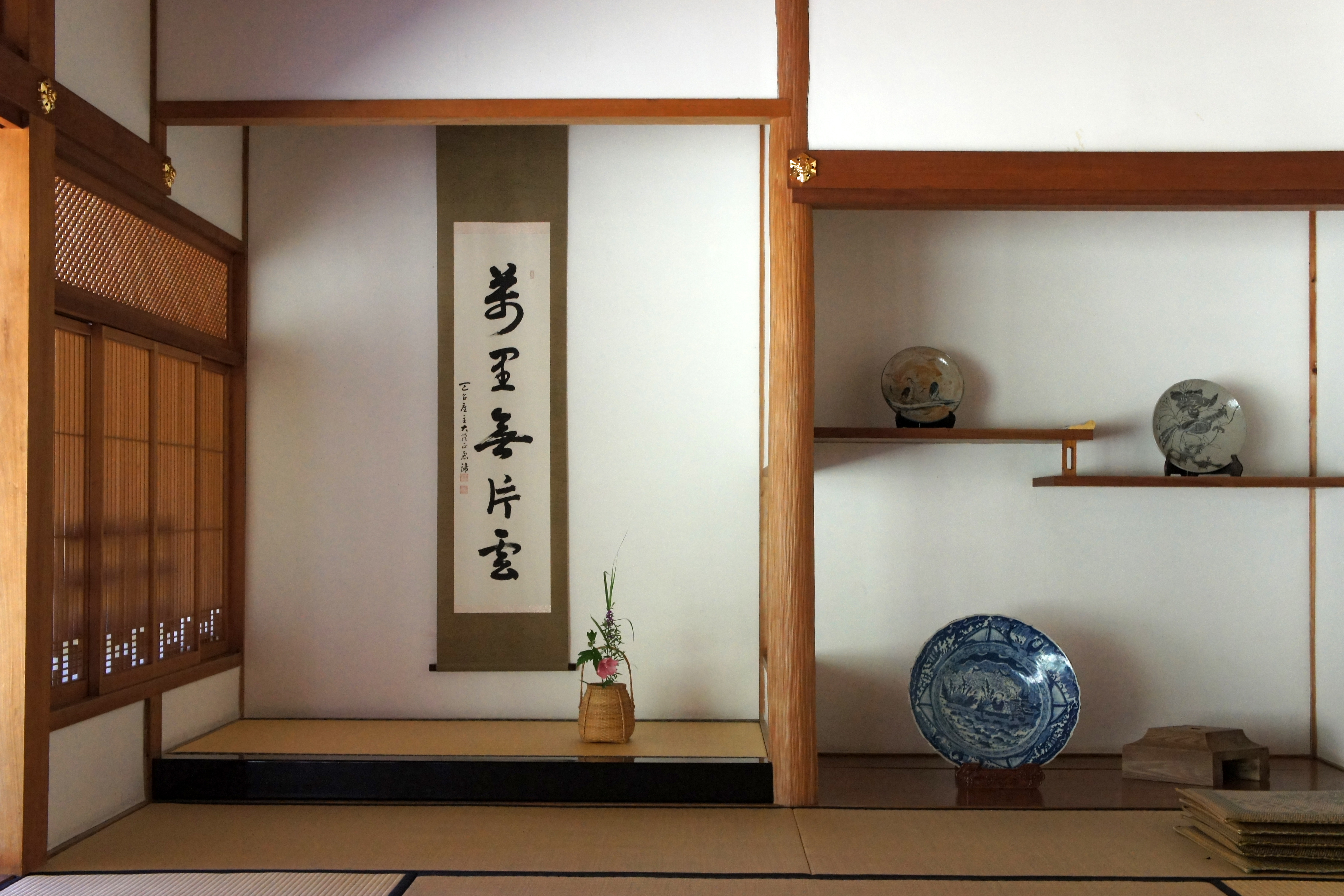
یک تماشاگه با طومارآویز و گل‌آرایی ژاپنی

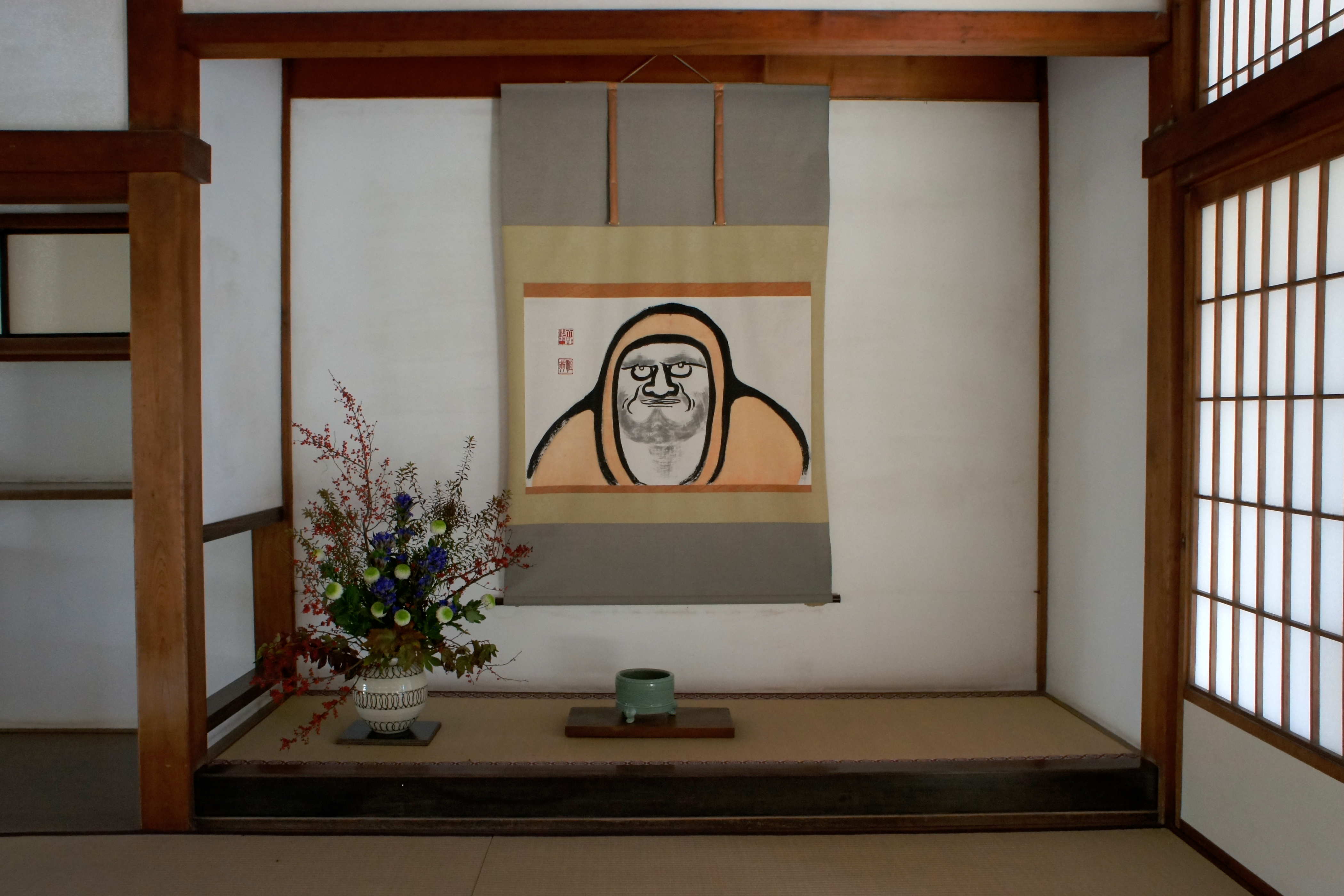
تماشاگه در تنریو-جی

تماشاگه، (به ژاپنی: 床の間)، (به انگلیسی: tokonoma یا ساده toko(床))، یک فضای فرورفته در یک اتاق پذیرایی به سبک ژاپنی است که در آن اشیائی را برای قدردانی هنری به نمایش می‌گذارند. در انگلیسی، یک تماشاگه را می‌توان شاه‌نشین نامید.

## تاریخچه
دو نظریه در مورد تماشاگه وجود دارد: اولین نظریه این است که از ساختار اتاق شیندن-زوکوری که در دوره هیان (۱۱۸۵–۷۹۴) شکوفا شد و در دوره موروماچی (۱۵۷۳–۱۳۳۶) رو به زوال بود، نشات می‌گیرد. دوم این است که از ساختار اتاق صومعه‌های ذن در دوره کاماکورا (۱۳۳۳–۱۱۸۵) نشات گرفته است. در اتاق صومعه، تخته‌ای به نام اوشیتا (押板) وجود داشت که در آن لوازم محراب بودایی مانند شمعدان، عود سوز و گلدان را به نمایش می‌گذاشت. روی دیوار پشت اوشیتا یک طومار آویزان با مضمون بودایی بود.
نظریه دوم این است که اوشیتا و دیوار پشتی در دوره موروماچی به یک تماشاگه به سبک شوئین-زوکوری تبدیل شدند.
در شوین-زوکوری، یک سبک معماری که در دوره موروماچی توسعه یافت، تماشاگه به‌عنوان دکوراسیون اتاق مورد استفاده قرار گرفت و صاحب‌خانه در مقابل تماشاگه که با چیزهای مختلف تزئین شده بود برای ملاقات با مهمانان می‌نشست. با این حال، در مورد مهمانان مهم، صاحب‌خانه آنها را برای نشان دادن احترام، جلوی تماشاگه می‌نشاند.
در اصل فضایی دیواری بود که طومارها را در آن می‌آویختند، با یک سَکو در جلوی آن و وسایلی مانند بُخوردان، شمعدان و گلدان گل که روی آن قرار می‌گرفتند.

## مشخصات

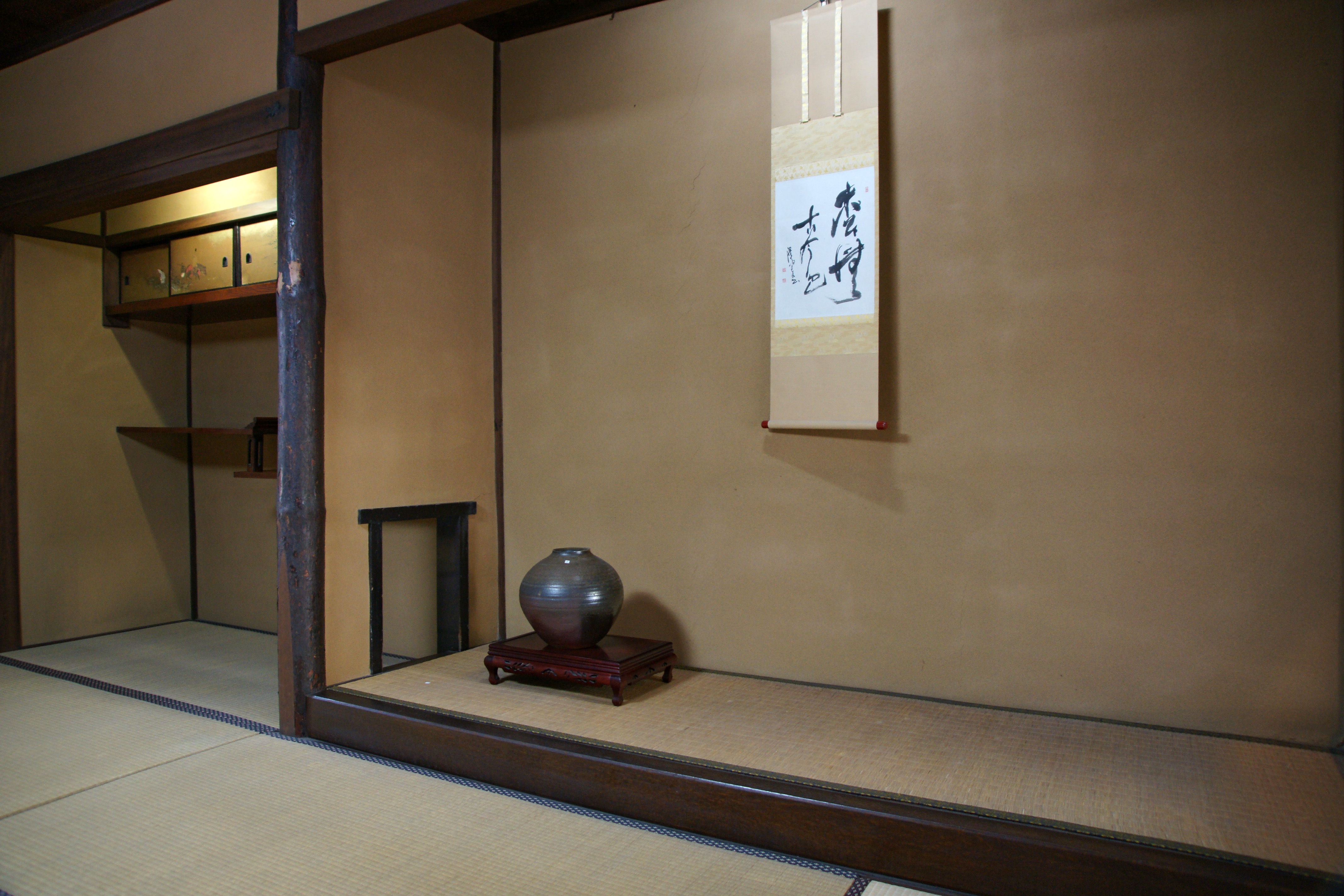
نمایی از کنار یک تماشاگه

مواردی که به‌طور معمول در تماشاگه نمایش داده می‌شوند، طومارآویز خوشنویسی یا تصویری و یک گل‌آرایی ژاپنی هستند.
بونسای و آکیمونو مانند مجسمه بودا نیز رایج هستند. اگرچه به‌طور سنتی، بونسای برای چنین احترامی شایسته محسوب نمی‌شد. تماشاگه و محتویات آن از عناصر اساسی دکوراسیون داخلی سنتی ژاپن است. کلمه 'toko' در لغت به معنای «کف» یا «تخت» است. 'ma' به معنی «فضا» یا «اتاق» است.
هنگام نشستن مهمانان در اتاقی به سبک ژاپنی، آداب صحیح این است که مهم‌ترین مهمان را در نزدیک‌ترین مکان به توکونوما بنشینید، زیرا در دورترین مکان از ورودی است، مکانی به نام کامیزا.
قدم گذاشتن در تماشاگه اکیداً ممنوع است، مگر با رعایت دقیق آداب و برای مرتب کردن یا تغییر محتویات تماشاگه.

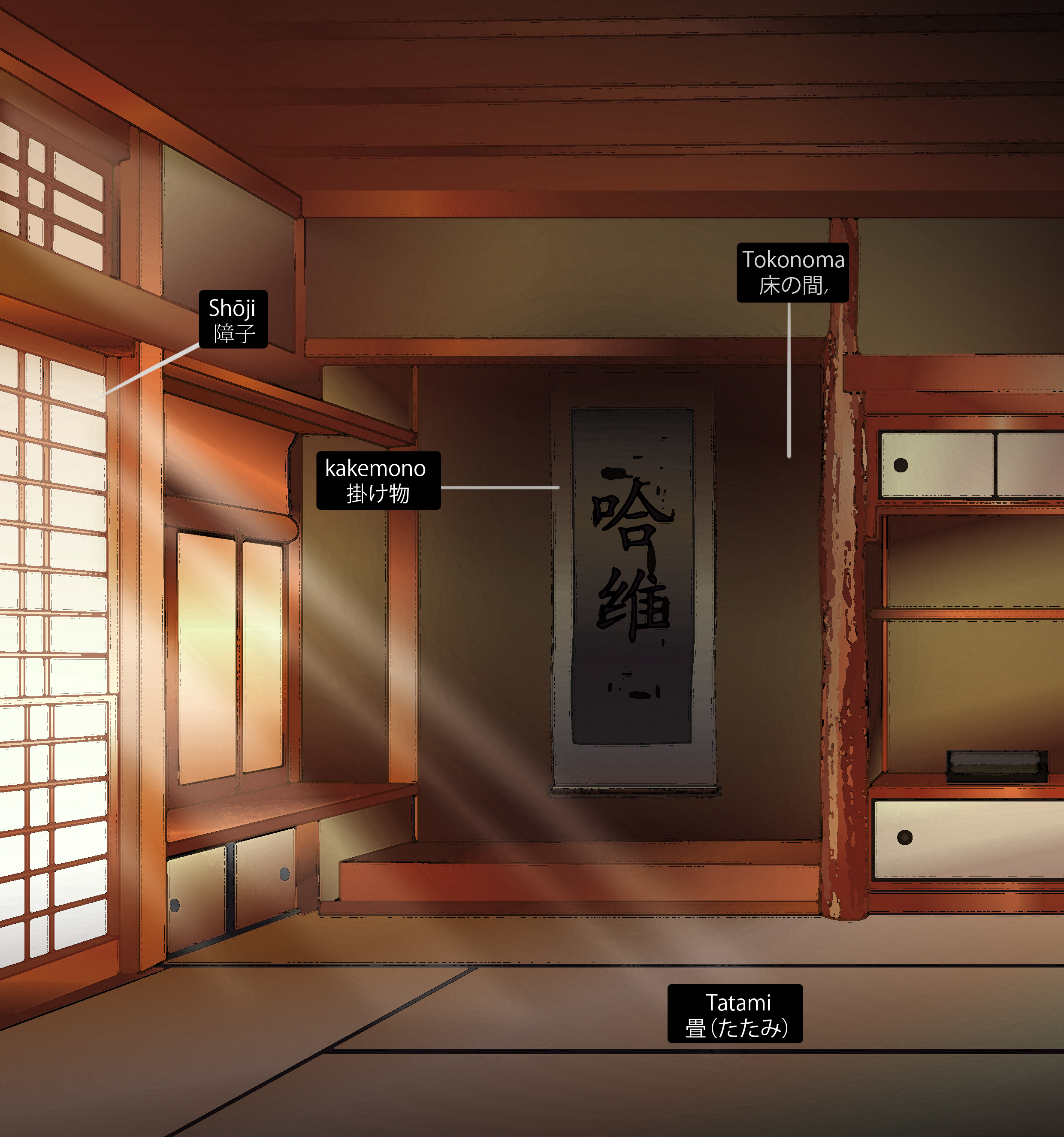
نمای دقیق یک تماشاگه و جنبه‌های یک اتاق ژاپنی

ستون یک طرف تماشاگه، که توکو-باشیرا (床柱) نامیده می‌شود معمولاً از چوب ساخته شده و مخصوصاً برای این منظور تهیه شده است.
این می‌تواند از یک تنه به ظاهر خام که هنوز پوست آن متصل باشد، تا یک قطعه مربع از مغز چوب با دانه‌بندی ریز باشد. انتخاب توکو-باشیرا سطح رسمی بودن را برای تماشاگه تعیین می‌کند.
معمار آمریکایی فرانک لوید رایت تحت تأثیر معماری ژاپنی قرار گرفت. او معنی تماشاگه را به معنای غربی آن ترجمه کرد: شومینه. این حالت بیشتر به یک هسته تشریفاتی در معماری وی تبدیل شد.